# Ali Kalla
Ali Kalla (auch: Ali, Aligari, Guidam Ali, Guidan Ali) ist ein Dorf in der Landgemeinde Kornaka in Niger.

## Geographie
Das von einem traditionellen Ortsvorsteher (chef traditionnel) geleitete Dorf befindet sich rund 36 Kilometer nordöstlich des Hauptorts Kornaka der gleichnamigen Landgemeinde, die zum Departement Dakoro in der Region Maradi gehört. Zu den Siedlungen in der näheren Umgebung von Ali Kalla zählen Alforma im Nordwesten, Mafarawa im Nordosten und Koudoubaraou im Südosten.
Es herrscht das Klima der Sahelzone vor, mit einer durchschnittlichen jährlichen Niederschlagsmenge zwischen 300 und 400 mm. Die Landschaft zwischen den Trockentälern Goulbin Kaba und Tarka, in der das Dorf liegt, ist von alten, unbeweglichen Dünen geprägt.

## Bevölkerung
Bei der Volkszählung 2012 hatte Ali Kalla 362 Einwohner, die in 48 Haushalten lebten. Bei der Volkszählung 1988 belief sich die Einwohnerzahl auf 218 in 151 Haushalten.
Die Bevölkerungsdichte in diesem Gebiet ist für nigrische Verhältnisse hoch.

## Wirtschaft und Infrastruktur
Das Gebiet der Ebenen im südlichen Teil der Region Maradi, in dem Ali Kalla liegt, ist von einer anhaltenden Degradation der ackerbaulichen Flächen gekennzeichnet, die mit der hohen Bevölkerungsdichte in Zusammenhang steht. Es gibt eine Schule im Ort.

## Persönlichkeiten
- Kalla Moutari (* 1964), Politiker